# Валь-д'Уен
Валь-д'Уен (фр. Val d'Oingt) — муніципалітет у Франції, у регіоні Овернь-Рона-Альпи, департамент Рона. Валь-д'Уен утворено 1 січня 2017 року шляхом злиття муніципалітетів Уен, Ле-Буа-д'Уен i Сен-Лоран-д'Уен. Адміністративним центром муніципалітету є Ле-Буа-д'Уен. Населення — 4155 осіб (01.01.2021).